# Nazionale maschile di calcio del Brunei
La nazionale di calcio del Brunei è la rappresentativa calcistica del Brunei, posta sotto l'egida della National Football Association of Brunei Darussalam e affiliata all'AFC.
Tra le nazionali di calcio più deboli al mondo, sorse nel 1959 e fu riconosciuta dalla FIFA, con la sua federazione, solo nel 1996.
Viste le piccolissime dimensioni dello stato che rappresenta, la nazionale del Brunei ha partecipato anche spesso nel campionato di calcio malese come se fosse una squadra di club.
Occupa il 184º posto nella classifica mondiale della FIFA.

## Risultati in Coppa del Mondo
- Dal 1930 al 1982 - Non partecipante
- 1986 - Non qualificata
- Dal 1990 al 1998 - Non partecipante
- 2002 - Non qualificata
- Dal 2006 al 2014 - Non partecipante
- Dal 2018 al 2026 - Non qualificata

## Risultati in Coppa d'Asia
- Dal 1956 al 1968 - Non partecipante
- Dal 1972 al 1976 - Non qualificata
- Dal 1980 al 1996 - Non partecipante
- Dal 2000 al 2004 - Non qualificata
- Dal 2007 al 2015 - Non partecipante
- Dal 2019 al 2023 - Non qualificata

## Risultati in AFC Challenge Cup
- 2006 - Eliminata al 1º turno
- Dal 2008 al 2010 - Non qualificato
- 2012 - Sospesa
- 2014 - Ritirata

## Risultati in ASEAN Football Championship
- 1996 - Eliminata al 1º turno
- 1998 - Non qualificata
- 2000 - Ritirata
- Dal 2002 al 2004 - Non partecipante
- Dal 2007 al 2008 - Non qualificata
- 2010 - Sospesa
- Dal 2012 al 2018 - Non qualificata